# Werkdienstwohnung
Werkdienstwohnungen sind in Deutschland Wohnungen, die dem Arbeitnehmer bzw. Beamten im Rahmen des Arbeits- bzw. Beamtenverhältnisses durch den Arbeitgeber bzw. Dienstherrn zur Verfügung gestellt werden. Dies geschieht in der Regel, wenn es für die ordnungsgemäße Erfüllung der dem Arbeitnehmer bzw. Beamten obliegenden arbeitsvertraglichen bzw. dienstlichen Pflichten notwendig oder zumindest sinnvoll ist. Beispiele sind Hausmeister, Chauffeur, Schrankenwärter, Stallpfleger oder Erntearbeiter.
Die Verpflichtung zum Bewohnen einer Werkdienstwohnung ist fester Bestandteil des Arbeitsvertrags; ein gesonderter Mietvertrag über die Werkdienstwohnung ergeht nicht. Dies hat zur Folge, dass die Werkdienstwohnung nicht gesondert gekündigt werden kann; vielmehr ist das gesamte Beschäftigungsverhältnis aufzulösen. Für Streitigkeiten über eine Werkdienstwohnung ist nicht der Rechtsweg zu den ordentlichen Gerichten, sondern der Rechtsweg zu den Gerichten für Arbeitssachen gegeben. Bei Beamten ergeht die Verpflichtung zum Bewohnen einer Werkdienstwohnung durch Verwaltungsakt des Dienstherrn; entsprechend ist der Rechtsweg zu den Verwaltungsgerichten gegeben.
Die bürgerlich-rechtlichen Vorschriften über Mietverträge finden auf Werkdienstwohnungen nicht, auch nicht entsprechend, Anwendung. Dementsprechend kann etwa eine Mieterhöhung nur durch eine Änderung des Arbeitsvertrags ausgesprochen werden, bei der die gesetzlichen Mitbestimmungsrechte des Betriebsrats, bzw. im öffentlichen Dienst des Personalrats zu beachten sind.
Nach Beendigung des Beschäftigungsverhältnisses besteht kein Kündigungsschutz, der ehemalige Arbeitnehmer muss die Werkdienstwohnung sofort räumen. § 576b BGB sieht aber eine Ausnahme von diesem Grundsatz vor, sofern der Arbeitnehmer die Werkdienstwohnung selbst möbliert hat oder mit seiner Familie in der Werkdienstwohnung lebt; unter diesen Bedingungen greift zugunsten des Arbeitnehmers der Kündigungsschutz bei Mietwohnungen, sodass der Arbeitnehmer nur unter Einhaltung der gesetzlichen Kündigungsfristen aus der Werkdienstwohnung geräumt werden kann.